# (3502) Huangpu
(3502) Huangpu es un asteroide perteneciente al cinturón de asteroides, descubierto el 9 de octubre de 1964 por el equipo del Observatorio de la Montaña Púrpura desde el Observatorio de la Montaña Púrpura, Nankín (China).

## Designación y nombre
Designado provisionalmente como 1964 TR1. Fue nombrado Huangpu en homenaje al distrito de Huangpu en Shanghái.